# Ślepuszonka
Ślepuszonka (Ellobius) – rodzaj ssaków z podrodziny karczowników (Arvicolinae) w obrębie rodziny chomikowatych (Cricetidae).

## Zasięg występowania
Obecny zasięg występowania gatunków z rodzaju Ellobius od Ukrainy do Chińskiej Republiki Ludowej jest znacznie mniejszy od historycznego, który w końcu plejstocenu obejmował także tereny Afryki Północnej i współczesnego Izraela.

## Morfologia
Długość ciała (bez ogona) 84–132 mm, długość ogona 8–21 mm; masa ciała 24–63,8 g.

## Systematyka
Rodzaj zdefiniował w 1814 roku niemiecki przyrodnik Johann Fischer von Waldheim w trzeciej części książki swojego autorstwa poświęconej zoologii. Fischer wymienił cztery gatunki – Ellobius Zocor G. Fischer, 1814 (= Mus aspalax Pallas, 1776), Mus hudsonius Pallas, 1779, Mus talpinus Pallas, 1770 i Mus capensis Pallas, 1779 – z których gatunkiem typowym jest ślepuszonka północna (E. talpinus).

### Etymologia
- Ellobius: gr. ελλοβιον ellobion ‘kolczyk’[10].
- Chthonergus (Chtonoërgus): gr. χθων khthōn, χθονος khthonos ‘ziemia, grunt’; εργω ergō ‘pracować’[11]. Gatunek typowy (oznaczenie monotypowe): Mas murium Pallas, 1770 (= Mus talpinus Pallas, 1770).
- Lemmomys: rodzaj Lemmus Link, 1795 (leming); gr. μυς mus, μυος muos ‘mysz’[12]. Gatunek typowy (oznaczenie monotypowe): Mus talpinus Pallas, 1770.

### Podział systematyczny
Zaliczane do tego rodzaju (w randze podrodzaju Afganomys) taksony fuscocapillus i lutescens zostały przeniesione do rodzaju Bramus. Tutaj lista występujących współcześnie gatunków za Mammal Diversity Database:
| Grafika | Gatunek           | Autor i rok opisu | Nazwa zwyczajowa     | Podgatunki    | Rozmieszczenie geograficzne | Podstawowe wymiary                         | Status IUCN |
| ------- | ----------------- | ----------------- | -------------------- | ------------- | --- | ------------------------------------------ | ----------- |
|         | Ellobius talpinus | (Pallas, 1770)    | ślepuszonka północna | 4 podgatunki  | Ukraina i południowa część europejskiej Rosji na wschód do południowo-zachodniej Syberii i północnego Kazachstanu, na południe do północno-zachodniego Uzbekistanu, Turkmenistanu Kirgistanu (Góry Ałajskie) i północno-wschodniego Iranu | DC: 8,4–13,2 cm DO: 0,8–2,1 cm MC: 24–64 g | LC          |
|         | Ellobius tancrei  | Blasius, 1884     | ślepuszonka stepowa  | 6 podgatunków | Azja Środkowa na wschód do Rosji (Tuwa), Mongolia i północna Chińska Republika Ludowa (na południe do Gansu i Shaanxi); prawdopodobnie Afganistan                                                                                         | DC: 9,6–12,5 cm DO: 1–1,5 cm MC: 38–60 g   | LC          |

Kategorie IUCN:  LC  – gatunek najmniejszej troski.
Opisano również gatunki wymarłe:
- Ellobius kujalnikensis Topachevsky, 1965[16] (Rosja; pliocen)
- Ellobius melitopoliensis Topachevsky, 1973[17] (Ukraina; plejstocen)
- Ellobius tschernojaricus Aleksandrova, 1976[18] (Rosja; plejstocen)
- Ellobius tsharynensis Tyutkova, 1989[19] (Kazachstan; pliocen)